# Milieu Ogawa
Le milieu Ogawa est un milieu de culture faiblement sélectif employé en microbiologie pour la culture des Mycobactéries et plus particulièrement du pathogène Mycobacterium tuberculosis. Il a été mis au point en 1949 par Ogawa et al.,
Contrairement à plusieurs milieux semblables il ne contient pas d'asparagine ce qui limite les coûts de production et permet son utilisation dans des situations où les ressources sont limitées, notamment dans les PED. À ce titre il fait partie des milieux recommandés par l'OMS pour le diagnostic microbiologique de la tuberculose.

## Principe
Il s'agit d'un milieu à l’œuf c'est-à-dire que les importantes exigences nutritives des Mycobactéries sont en partie couvertes par les substances (notamment lipidiques et protéiques) contenues dans le blanc et le jaune d’œuf de poule. Le glycérol, métabolisé par de nombreuses Mycobactéries à l'exception notable de M. bovis, complète ces apports. L'acide glutamique est un autre nutriment présent ici sous forme de son sel de sodium.
Le vert malachite est un colorant à structure triarylméthane qui joue le rôle d'inhibiteur bactérien à large spectre. Le dihydrogénophosphate de potassium (KH2PO4) intervient comme tampon.

## Composition
Pour 300 mL de milieu :
- œufs entiers homogénéisés : 200 mL
- eau distillée : 100 mL
- glycérol : 6 mL
- dihydrogénophosphate de potassium : 1 g
- glutamate de sodium : 1 g
- vert malachite : 120 mg (soit 6 mL d'une solution aqueuse à 2% m/v).

Le pH attendu est de 6,8 (avant coagulation).
Il existe une variante, le milieu Ogawa tamponné, dans laquelle la proportion de dihydrogénophosphate de potassium est multipliée par 3 ce qui a pour effet d'abaisser le pH final à 6,2 (avant coagulation). Cette version est adaptée à la technique de décontamination et d'inoculation simplifiée introduite en 1974 par S. et T. Kudoh car l'acidité relative compense l'introduction d'hydroxyde de sodium dans les milieux au cours de la procédure.

## Préparation
Les ingrédients thermostables sont dissous à chaud dans l'eau distillée et le mélange est stérilisé à l'autoclave (30 minutes à 121°C). Les œufs sont désinfectés très soigneusement en surface puis, en travaillant en conditions aseptiques, ouverts et homogénéisés. Le volume nécessaire de l'émulsion de jaunes et de blancs d’œufs est mesuré à l'aide d'une éprouvette stérile puis mélangé à la solution précédente. Le vert malachite est introduit aseptiquement, par exemple par filtration stérilisante.
Le milieu est réparti dans des contenants stériles (tubes ou flacons) à bouchons vissants que l'on incline de manière à former une pente étirée sur toute la hauteur du récipient. Ils sont mis à coaguler dans cette position pendant 45 minute à 85°C. Afin de détecter d'éventuelles contaminations lors de la préparation il est recommandé de pratiquer un contrôle de qualité systématique en incubant les milieux à 37°C pendant 24h. Après ce contrôle ils sont stockés au réfrigérateur (2 – 6°C) bouchon fermé pour une durée maximale de quelques semaines.